# Michał Mackiewicz
Michał Mackiewicz, lit. Michal Mackevič (ur. 1 października 1953 w Wilnie) – litewski dziennikarz, wydawca, działacz społeczny i polityk narodowości polskiej, w latach 2002–2021 przewodniczący Związku Polaków na Litwie, poseł na Sejm Republiki Litewskiej.

## Życiorys
Po ukończeniu szkoły rolniczej i uzyskaniu uprawnień agronoma w 1973 podjął studia polonistyczne w Państwowym Instytucie Pedagogicznym w Wilnie. W 1976 został członkiem Komunistycznej Partii Związku Radzieckiego. W 1979 został zatrudniony w „Czerwonym Sztandarze” (pracował m.in. jako kierownik działu propagandy), w 1985 wysłano go na studia do Akademii Nauk Społecznych przy KC KPZR w Moskwie, którą ukończył w 1987. Później objął stanowisko zastępcy redaktora naczelnego dziennika „Sovetskaja Litva”, które zajmował do 1990.
Po odzyskaniu przez Litwę niepodległości w 1991 założył dwutygodnik „Magazyn Wileński”, którego został redaktorem naczelnym. Utworzył także Wydawnictwo Polskie na Litwie. Działał w polskich organizacjach społecznych na Litwie, w tym w Związku Polaków na Litwie, którego prezesem wybrano go na IX nadzwyczajnym zjeździe ZPL 25 maja 2002. Był także członkiem grupy inicjatywnej na rzecz powołania Akcji Wyborczej Polaków na Litwie w 1994.
W wyborach samorządowych z 2003 wszedł do rady miejskiej Wilna jako jeden z sześciu polskich radnych, w wyborach z 2007 utrzymał mandat, obejmując funkcję przewodniczącego komitetu rozwoju miasta.
W wyborach parlamentarnych w 2008 startował w okręgu jednomandatowym Wilno-Szyrwinty, umieszczono go również na drugim miejscu listy krajowej Akcji Wyborczej Polaków na Litwie. Ostatecznie uzyskał mandat w okręgu jednomandatowym, pokonując w drugiej turze wyborów Tomasa Baranauskasa. W wyborach parlamentarnych w 2012 i 2016 uzyskiwał reelekcję z listy krajowej AWPL. Mandat poselski wykonywał do 2020. W czerwcu 2021 na funkcji prezesa ZPL zastąpił go Waldemar Tomaszewski.

## Odznaczenia
Odznaczony został Krzyżem Kawalerskim (2006) i Oficerskim (2010) Orderu Zasługi Rzeczypospolitej Polskiej.